# 驱蛔萜
驱蛔素（Ascaridol）是一个天然存在的双环单萜，属于少见的有机过氧化物类，是藜科植物土荆芥（Dysphania ambrosioides，以前称为Chenopodium ambrosioides）精油的主要成分。
无色粘稠液体，有不愉快臭味。可溶于多数有机溶剂，如乙醇、苯、甲苯、戊烷、己烷和蓖麻油中。不稳定，加热（130－150℃）或用有机酸处理时会剧烈放出氧气发生爆炸，因此只能在高压下蒸馏。
有驱虫作用，不过安全范围小，很少单独使用。也有一定的抗疟作用。

## 历史
驱蛔素长期来一直是唯一一个从自然界中发现的有机过氧化物。其结构由奥托·瓦拉赫于1912年探明。1944年卡尔·齐格勒完成了它的合成。
氧气在光照下与叶绿素作用可以产生单线态氧，单线态氧与α-萜品烯的共轭双烯结构进行狄尔斯-阿尔德反应就可以得到驱蛔素，这是齐格勒的合成方法。有理论认为驱蛔素的生物合成也是通过这个机理进行。
用氢化铝锂还原时得到二醇，用氢气还原则过氧链和双键都被还原。